# Anita DeFrantz
Pour les articles homonymes, voir DeFrantz.
Anita Lucette DeFrantz (née le 4 octobre 1952 à Philadelphie) est une athlète américaine en aviron et membre du Comité international olympique.
Elle a été capitaine de l'équipe américaine d'aviron en 1976 en remportant le bronze olympique dans le huit. Elle est aussi médaillée d'argent de quatre avec barreur aux Championnats du monde d'aviron 1978.

## Études et carrière olympique
Anita L. DeFrantz est docteur en droit de l'université de Pennsylvanie.
Elle est la première femme à avoir été vice-présidente du Comité international olympique de 1997 à 2001. Elle a été élue de nouveau vice-présidente lors de la 131e session du Comité international olympique en septembre 2017.
Elle est aujourd'hui membre d'honneur de la commission des femmes dans le sport.